# Dialeto juma
O Juma (Júma) é um dialeto da língua cauaíbe, da família linguística tupi-guarani, pertencente ao tronco tupi. É falada pelos jumas no Amazonas.

## Fonologia
Fonologia:
Consoantes:
| p | t |   | k | ʔ |
|   |   |   | ɡ |   |
|   |   |   |   | h |
| m | n |   | ŋ |   |
|   |   | j | w |   |
|   | ɾ |   |   |   |

Vogais:
| i ĩ | ɨ ɨ̃ | u ũ |
| e ẽ |     | o õ |
|     | a ã |     |